# Petr Nedvěd
Pour les articles homonymes, voir Nedvěd.
Petr Nedvěd (né le 9 décembre 1971 à Liberec en Tchécoslovaquie, aujourd'hui en République tchèque) est un joueur professionnel de hockey sur glace. Il évoluait en tant que centre.
Il a la double nationalité tchèque-canadienne.

## Carrière en club
Nedvěd a quitté la Tchécoslovaquie natale à l'âge de 17 ans afin d'aller jouer un tournoi international de hockey à Calgary (Mac's AAA midget hockey tournament). Avec 17 buts et 9 assistances, Nedvěd  est la vedette du tournoi. Il rejoint alors l'équipe de la Ligue de hockey de l'Ouest du Canada et les Thunderbirds de Seattle pour la saison 1989-1990 et l'année d'après participe au repêchage d'entrée dans la LNH 1990. Les Canucks de Vancouver le choisissent au premier tour et en tant que second choix (après Owen Nolan).
Il reste  trois saisons avec les Canucks avant de s'engager avec les Blues de Saint-Louis puis avec les Rangers de New York. En 1995, il rejoint les Penguins de Pittsburgh où il évolue avec Jaromír Jágr.
À la suite de ce passage de deux saisons, il ne joue quasiment pas en 1997-1998 (trois matchs dans la Ligue internationale de hockey, onze dans le championnat tchèque - Extraliga - et neuf dans les divisions inférieures du championnat tchèque). Notons qu'insatisfait de l'offre de contrat des Penguins, Nedved n'a pas joué dans la LNH durant la saison 1997-1998.
Après avoir réclamé un échange, il retourne par la suite chez les Rangers pour lesquels il évolue pendant six saisons avant d'être transféré à la fin de la 2003-2004 aux Oilers d'Edmonton. Durant le lock-out 2004-2005, il retourne jouer en République tchèque pour le HC Sparta Prague.
En 2006, il signe chez les Coyotes de Phoenix mais finira la saison chez les Flyers de Philadelphie.
Il fut réclamé au ballotage par les Oilers d'Edmonton en janvier 2007 (les Sénateurs d'Ottawa et les Maple Leafs de Toronto étaient également intéressé par ses services). Nedvěd retourne donc pour une 2e fois avec l'équipe Albertaine des Oilers d'Edmonton.
Le 26 septembre 2008, il est libéré par les Rangers de New York, qui l'avaient invité à leur camp d'entrainement.

### Palmarès
- 1990 : Trophée Jim Piggott récompensant la meilleure recrue de la Ligue de hockey de l'Ouest
- 1990 : Recrue de la saison de la Ligue canadienne de hockey
- 1994 : Médaille d'argent (Jeux olympiques) avec le Canada.
- 2012 : Médaille de bronze (Championnat du monde) avec la République tchèque.

### Statistiques
| Saison           | Équipe                   | Ligue                   |     | Saison régulière | Saison régulière | Saison régulière | Saison régulière | Saison régulière |    | Séries éliminatoires | Séries éliminatoires | Séries éliminatoires | Séries éliminatoires | Séries éliminatoires |
| Saison           | Équipe                   | Ligue                   | PJ  | B                | A                | Pts              | Pun              | PJ               | B  | A                    | Pts                  | Pun                  |                      |                      |
| 1989-1990        | Thunderbirds de Seattle  | LHOu                    | 71  | 65               | 80               | 145              | 80               | 11               | 4  | 9                    | 13                   | 2                    |                      |                      |
| 1990-1991        | Canucks de Vancouver     | LNH                     | 61  | 10               | 6                | 16               | 20               | 6                | 0  | 1                    | 1                    | 0                    |                      |                      |
| 1991-1992        | Canucks de Vancouver     | LNH                     | 77  | 15               | 22               | 37               | 36               | 10               | 1  | 4                    | 5                    | 16                   |                      |                      |
| 1992-1993        | Canucks de Vancouver     | LNH                     | 84  | 38               | 33               | 71               | 96               | 12               | 2  | 3                    | 5                    | 2                    |                      |                      |
| 1993-1994        | Blues de Saint-Louis     | LNH                     | 19  | 6                | 14               | 20               | 8                | 4                | 0  | 1                    | 1                    | 4                    |                      |                      |
| 1994-1995        | Rangers de New York      | LNH                     | 46  | 11               | 12               | 23               | 26               | 10               | 3  | 2                    | 5                    | 6                    |                      |                      |
| 1995-1996        | Penguins de Pittsburgh   | LNH                     | 80  | 45               | 54               | 99               | 68               | 18               | 10 | 10                   | 20                   | 16                   |                      |                      |
| 1996-1997        | Penguins de Pittsburgh   | LNH                     | 74  | 33               | 38               | 71               | 66               | 5                | 1  | 2                    | 3                    | 12                   |                      |                      |
| 1997-1998        | Las Vegas Thunder        | LIH                     | 3   | 3                | 3                | 6                | 4                | -                | -  | -                    | -                    | -                    |                      |                      |
| 1997-1998        | HC Sparta Prague         | Extraliga               | 5   | 2                | 3                | 5                | 8                | 6                | 0  | 2                    | 2                    | 52                   |                      |                      |
| 1997-1998        | HC Bílí Tygři Liberec    | 1. liga                 | 2   | 0                | 3                | 3                |                  | -                | -  | -                    | -                    | -                    |                      |                      |
| 1997-1998        | HK Nový Jičín            | 2. liga                 | 7   | 9                | 16               | 25               |                  | -                | -  | -                    | -                    | -                    |                      |                      |
| 1998-1999        | Rangers de New York      | LNH                     | 56  | 20               | 27               | 47               | 50               | -                | -  | -                    | -                    | -                    |                      |                      |
| 1998-1999        | Las Vegas Thunder        | LIH                     | 13  | 8                | 10               | 18               | 32               | -                | -  | -                    | -                    | -                    |                      |                      |
| 1999-2000        | Rangers de New York      | LNH                     | 76  | 24               | 44               | 68               | 40               | -                | -  | -                    | -                    | -                    |                      |                      |
| 2000-2001        | Rangers de New York      | LNH                     | 79  | 32               | 46               | 78               | 54               | -                | -  | -                    | -                    | -                    |                      |                      |
| 2001-2002        | Rangers de New York      | LNH                     | 78  | 21               | 25               | 46               | 36               | -                | -  | -                    | -                    | -                    |                      |                      |
| 2001-2002        | HC Bílí Tygři Liberec    | 1. liga                 | 1   | 3                | 0                | 3                | 2                | -                | -  | -                    | -                    | -                    |                      |                      |
| 2002-2003        | Rangers de New York      | LNH                     | 78  | 27               | 31               | 58               | 64               | -                | -  | -                    | -                    | -                    |                      |                      |
| 2003-2004        | Rangers de New York      | LNH                     | 65  | 14               | 17               | 31               | 42               | -                | -  | -                    | -                    | -                    |                      |                      |
| 2003-2004        | Oilers d'Edmonton        | LNH                     | 16  | 5                | 10               | 15               | 4                | -                | -  | -                    | -                    | -                    |                      |                      |
| 2004-2005        | Sparta Prague            | Extraliga               | 46  | 22               | 13               | 35               | 44               | 5                | 2  | 3                    | 5                    | 10                   |                      |                      |
| 2005-2006        | Coyotes de Phoenix       | LNH                     | 25  | 2                | 9                | 11               | 34               | -                | -  | -                    | -                    | -                    |                      |                      |
| 2005-2006        | Flyers de Philadelphie   | LNH                     | 28  | 5                | 9                | 14               | 36               | 6                | 2  | 0                    | 2                    | 8                    |                      |                      |
| 2006-2007        | Phantoms de Philadelphie | LAH                     | 14  | 4                | 7                | 11               | 10               | -                | -  | -                    | -                    | -                    |                      |                      |
| 2006-2007        | Flyers de Philadelphie   | LNH                     | 21  | 1                | 6                | 7                | 18               | -                | -  | -                    | -                    | -                    |                      |                      |
| 2006-2007        | Oilers d'Edmonton        | LNH                     | 19  | 1                | 4                | 5                | 10               | -                | -  | -                    | -                    | -                    |                      |                      |
| 2007-2008        | HC Sparta Praha          | Extraliga               | 45  | 20               | 5                | 25               | 98               | 4                | 0  | 1                    | 1                    | 20                   |                      |                      |
| 2008-2009        | HC Bílí Tygři Liberec    | Extraliga               | 33  | 14               | 14               | 28               | 72               | 3                | 0  | 1                    | 1                    | 6                    |                      |                      |
| 2009-2010        | HC Bílí Tygři Liberec    | Extraliga               | 35  | 15               | 20               | 35               | 94               | 15               | 8  | 9                    | 17                   | 16                   |                      |                      |
| 2010-2011        | HC Bílí Tygři Liberec    | Extraliga               | 45  | 14               | 41               | 55               | 74               | 7                | 7  | 3                    | 10                   | 12                   |                      |                      |
| 2011-2012        | HC Bílí Tygři Liberec    | Extraliga               | 49  | 24               | 37               | 61               | 64               | 11               | 6  | 7                    | 13                   | 34                   |                      |                      |
| 2012-2013        | HC Bílí Tygři Liberec    | Extraliga               | 48  | 20               | 33               | 53               | 151              | 6                | 4  | 4                    | 8                    | 14                   |                      |                      |
| 2012-2013        | HC Bílí Tygři Liberec    | Extraliga qualification | -   | -                | -                | -                | -                | 12               | 3  | 7                    | 10                   | 18                   |                      |                      |
| 2013-2014        | HC Bílí Tygři Liberec    | Extraliga               | 49  | 19               | 31               | 50               | 103              | 3                | 0  | 0                    | 0                    | 10                   |                      |                      |
| Totaux LNH       | Totaux LNH               | Totaux LNH              | 982 | 310              | 407              | 717              | 708              | 71               | 19 | 23                   | 42                   | 64                   |                      |                      |
| Totaux Extraliga | Totaux Extraliga         | Totaux Extraliga        | 355 | 150              | 197              | 347              | 708              | 60               | 27 | 30                   | 57                   | 174                  |                      |                      |

| Année     | Équipe             | Compétition          |   | PJ | B | A | Pts | Pun                                |  | Résultat |
| 1994      | Canada             | Jeux olympiques      | 8 | 5  | 1 | 6 | 6   | Médaille d'argent                  |  |          |
| 1996      | Tchéquie           | Coupe du monde       | 3 | 0  | 1 | 1 | 8   | 4e place de la division européenne |  |          |
| 2011-2012 | République tchèque | Euro Hockey Tour     | 9 | 6  | 1 | 7 | 10  | Vainqueur                          |  |          |
| 2012      | République tchèque | Championnat du monde | 9 | 3  | 2 | 5 | 2   | Médaille de bronze                 |  |          |
| 2012-2013 | République tchèque | Euro Hockey Tour     | 6 | 1  | 2 | 3 | 2   | 2e place                           |  |          |
| 2013-2014 | République tchèque | Euro Hockey Tour     | 3 | 1  | 0 | 1 | 2   | 3e place                           |  |          |
| 2014      | République tchèque | Jeux olympiques      | 5 | 0  | 1 | 1 | 4   | 6e place                           |  |          |